# Борепер (Оаза)
Борепер (фр. Beaurepaire) насеље је и општина у североисточној Француској у региону Пикардија, у департману Оаза која припада префектури Санлис.
По подацима из 2011. године у општини је живело 57 становника, а густина насељености је износила 11,24 становника/km². Општина се простире на површини од 5,07 km². Налази се на средњој надморској висини од 32 метара (максималној 108 m, а минималној 28 m).

## Демографија
| 1962. | 1968. | 1975. | 1982. | 1990. | 1999. | 2011. |
| ----- | ----- | ----- | ----- | ----- | ----- | ----- |
| 69    | 91    | 84    | 70    | 74    | 67    | 57    |

График промене броја становника у току последњих година